# Justícia distributiva
La justícia distributiva és el concepte que intenta destriar com es reparteixen els béns socials, entre qui i d'acord amb quins principis, de forma que el resultat sigui just i, per tant, considerat acceptable moralment. Va néixer amb Aristòtil. Els principis de la justícia distributiva són principis normatius dissenyats per a guiar l'assignació dels beneficis i les càrregues de l'activitat econòmica. Sovint se'l contrasta amb la justícia retributiva, la qual es concentra en la proporcionalitat dels resultats i les conseqüències, i amb la justícia procedimental la qual té a veure amb la justícia dels processos, tals com en l'administració de la llei. El teòric contemporani més prominent de la justícia distributiva és el filòsof John Rawls.

## Teoria
Un primer principi relativament simple és l'igualitarisme estricte que advoca l'assignació d'igual quantitat de béns materials a tots els membres de la societat. El principi distributiu alternatiu de John Rawls, al que anomena principi de la diferència, permet una assignació que no coincidisca amb l'igualitarisme estricte mentre que la desigualtat tinga l'efecte que els menys avantatjats en la societat resulten materialment en una millor situació del que estarien sota l'igualitarisme estricte. No obstant això, alguns han argumentat que el principi de la diferència de Rawls no és sensible a la responsabilitat de les persones sobre les seues eleccions econòmiques. Principi distributius basats en els recursos i principis basats en el que les persones mereixen a causa del seu treball, persegueixen incorporar aquesta idea de responsabilitat econòmica.
Els proponents de principis basats en el benestar no creuen que la primera preocupació distributiva hauria de ser els béns i serveis materials. Argumenten que els béns i serveis materials manquen de valor intrínsec i són valuosos únicament en tant incrementen el benestar. Per tant, argumenten, els principis distributius haurien d'estar dissenyats i avaluats d'acord amb la forma com afecten el benestar. D'altra banda, els proponents de principis llibertaris generalment critiquen qualsevol patró de distribució ideal, ja siga que els subjectes del patró siguen el benestar o els béns materials. En general argumenten que aquests principis distributius entren en conflicte amb exigències morals més importants, tals com les de la llibertat o el respecte cap a l'acte-propietat. Addicionalment, les crítiques feministes dels principis distributius existents assenyalen que tendeixen a ignorar les circumstàncies particulars de les dones, especialment el fet que les dones amb freqüència tenen la responsabilitat primària de criar als fills. Per tant, algunes feministes es troben desenvolupant i/o modificant principis distributius per a fer-los sensibles a les circumstàncies de les dones i al fet que en terme mitjà les dones dediquen al mercat de treball una menor porció de les seues vides que els homes.

## Justícia distributiva i riquesa
La justícia distributiva considera la distribució de béns i serveis entre els membres de la societat en un moment específic i sobre la base d'açò determina l'acceptabilitat de les condicions resultants. Per exemple, a l'avaluar una situació examinat els nivells de vida segons la riquesa absoluta o els patrons de distribució de la riquesa s'està pensant en termes de justícia distributiva. En general, els proponents de l'igualitarisme es basen en nocions de la justícia distributiva, no obstant això no tots els proponents de teories conseqüencialistes s'interessen per resultats equitatius en la societat.

## Exemples de justícia distributiva en les polítiques
Molts governs s'enfronta a qüestions de justícia distributiva, especialment en països on existeixen tensions ètniques o poblacions minoritàries en àrees geogràfiques aïllades. La Sud-àfrica post-apartheid és un exemple d'un Estat enfrontat a problemes de re-assignació de recursos en un marc de justícia distributiva. Encara que de diferent manera, qüestions similars són també rellevants en Israel on aproximadament el 92% de la terra és administrada per l'Estat, part de la qual pertany a l'organització al Jewish National Fund (K.K.L.), i s'han produït conflictes con la Association for Distributive Justice in Israel Arxivat 2009-02-10 a Wayback Machine., entitat que s'encarrega específicament de tals temes.